# Dörnach (Pliezhausen)
Dörnach ist neben Rübgarten und Gniebel ein Ortsteil von Pliezhausen mit etwa 700 Einwohnern. Dörnach befindet sich im Landkreis Reutlingen und gehört zum Regierungsbezirk Tübingen in Baden-Württemberg.

## Lage
Dörnach ist einen Kilometer von Gniebel entfernt und liegt zwischen Neckar und Schönbuch. Im Umkreis liegen die Städte Stuttgart, Tübingen und Reutlingen.

## Geschichte
Dörnach wird erstmals 1334 urkundlich erwähnt und kam 1342 zusammen mit Tübingen an Württemberg. Zuvor unterstand es der Oberhoheit der Pfalzgrafen von Tübingen. Die Ortsherrschaft hatten bis 1416 die Kaib oder die Schilling von Cannstatt inne. Rechte der Grafen von Zollern gingen 1473 tauschweise ebenfalls an Württemberg über. Fortan gehörte Dörnach zum Amt Tübingen, dem späteren Oberamt Tübingen.

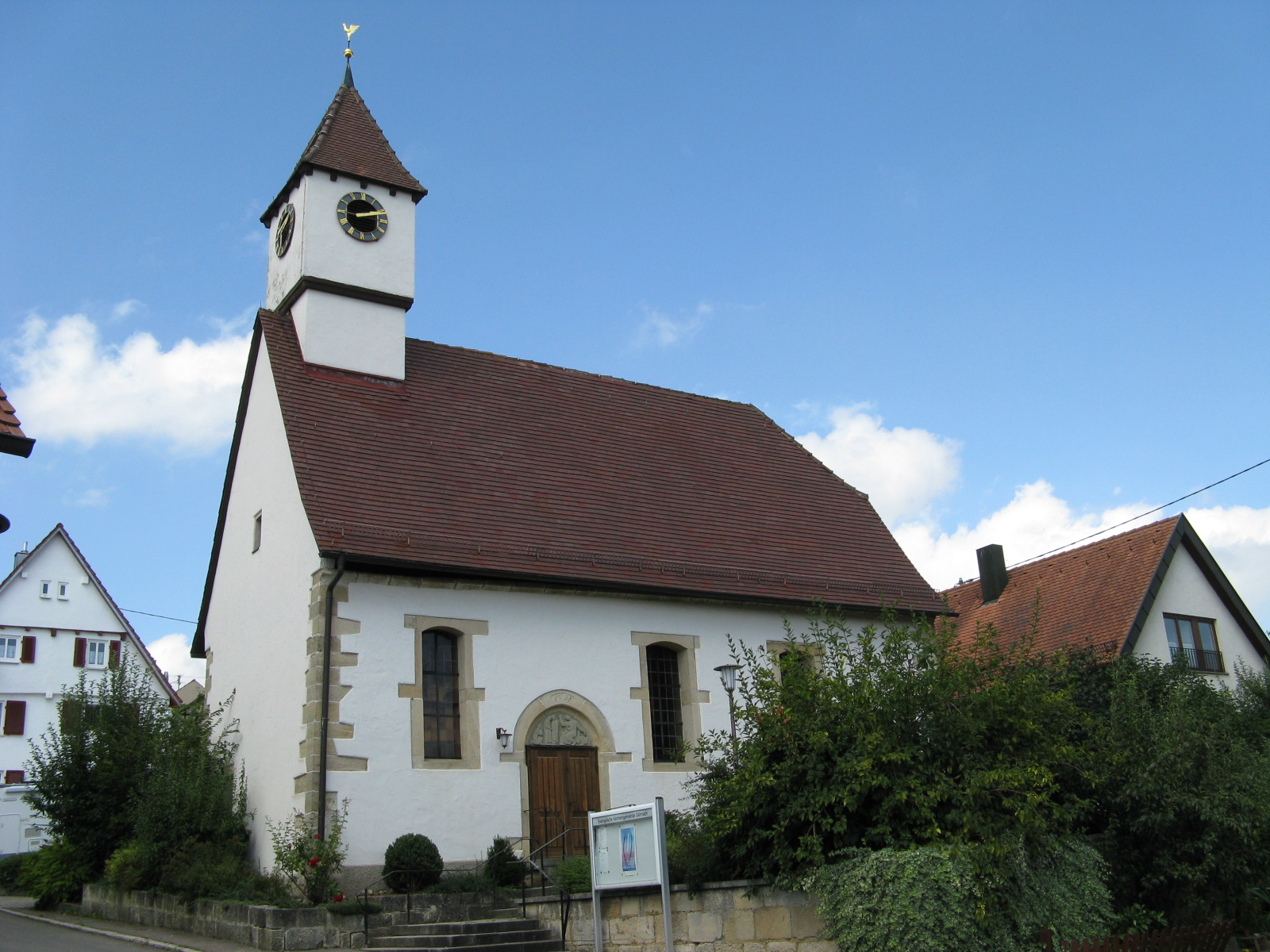
Agathenkirche

Dörnach war stets Filial der Pfarrei Pliezhausen und wurde zusammen mit dieser 1534 reformiert. Eine Kapelle in Dörnach wird bereits 1466 erwähnt, der Name St. Agatha 1559. Die heutige evangelische Agathenkirche wurde um 1800 chorlos und flachgedeckt gebaut, dabei wurden Teile der älteren Kapelle (Spitzbogenportal) einbezogen. 1959 wurde sie renoviert und mit einem Bleiglasfenster im Altarraum von Adolf Valentin Saile und einer Auferstehungsdarstellung (Außenwand) von Wilhelm Pfeiffer ausgestattet. Früher war die Kirche von einem Friedhof umgeben, von dem noch eine Mauer erhalten ist. Die Kirche hat einen Dachreiter-Turm aus verputztem Fachwerk mit Zeltdach. Sie ist Predigtstätte der Ortskirchengemeinde im Kirchenbezirk Tübingen. 1972 wurde Dörnach nach Pliezhausen eingemeindet.
Auf der Gemarkung Dörnach stand hoch über dem Neckartal früher die Burg Mörsberg, vermutlich im 12. Jahrhundert durch die Edelfreien von Mörsberg als Vögte des Klosters Allerheiligen in Schaffhausen erbaut. Heute sind aber keine Überreste mehr sichtbar.
Am 1. Dezember 1971 wurde Dörnach nach Pliezhausen eingemeindet.

## Verkehr
Nach Dörnach führt nur die K 6716. Die zwischen Tübingen im Süden und Stuttgart im Norden autobahnähnlich ausgebaute B 27 verläuft in der Nähe an Dörnach vorbei, so dass der Flughafen und die Neue Messe Stuttgart gut erreichbar sind.
Der Öffentliche Nahverkehr wird durch den Verkehrsverbund Neckar-Alb-Donau (Naldo) gewährleistet. Die Gemeinde befindet sich in der Wabe 220. In Dörnach verkehrt die Schulbuslinie 105. Die Nachbardörfer Pliezhausen, Gniebel und Rübgarten sind durch die Buslinie 3 der Reutlinger Stadtverkehrsgesellschaft an Reutlingen angebunden. In Pliezhausen und Gniebel hält außerdem seit 2003 der Flughafenzubringerbus eXpresso, der auch S-Bahn-Haltestellen im VVS anfährt.